# Kabupaten de Ciamis

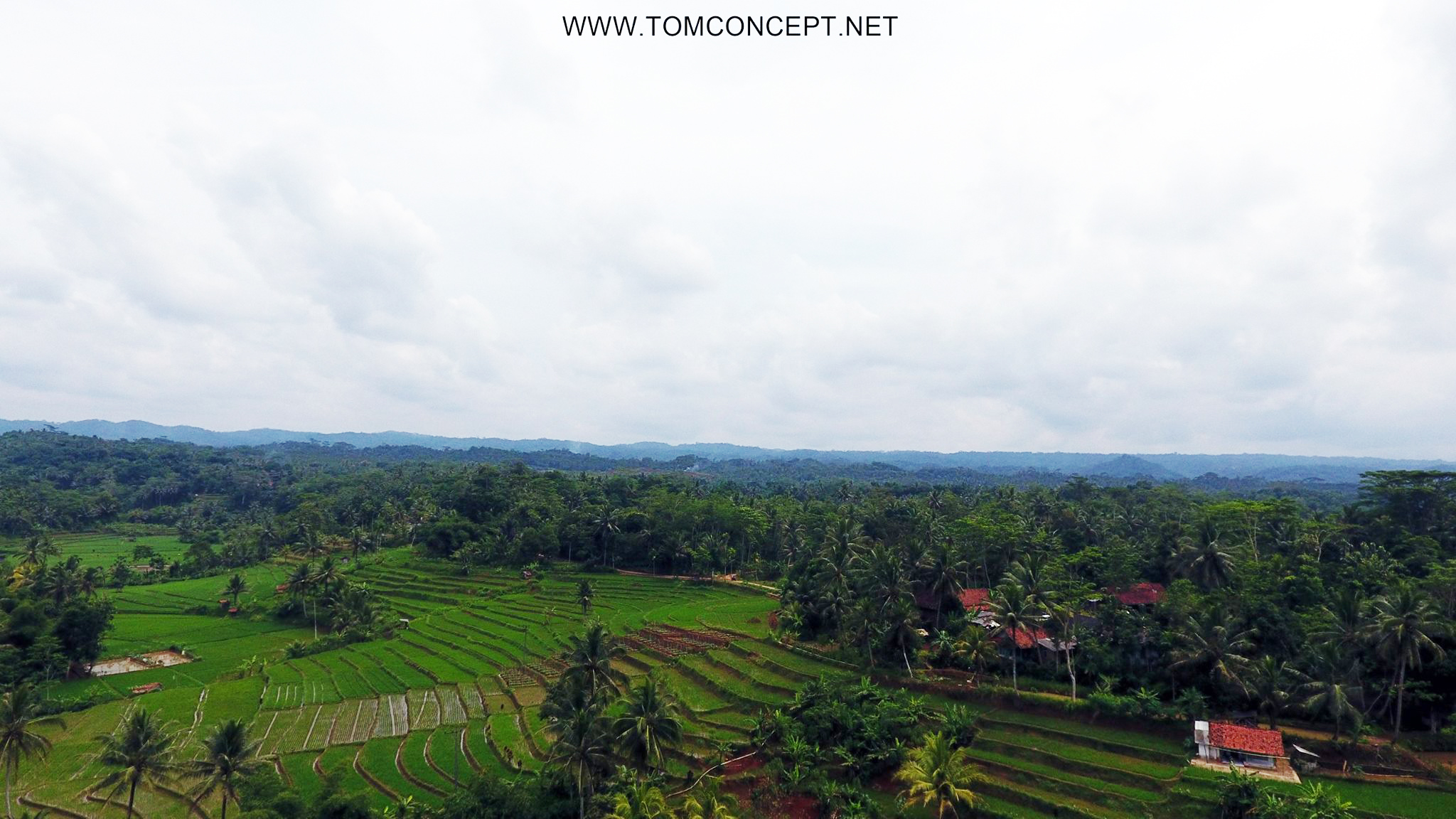
Rizières du village de Sukadana

Le kabupaten de Ciamis, en indonésien Kabupaten Ciamis, est un kabupaten d'Indonésie dans la province de Java occidental.

## Histoire

### Le royaume de Galuh

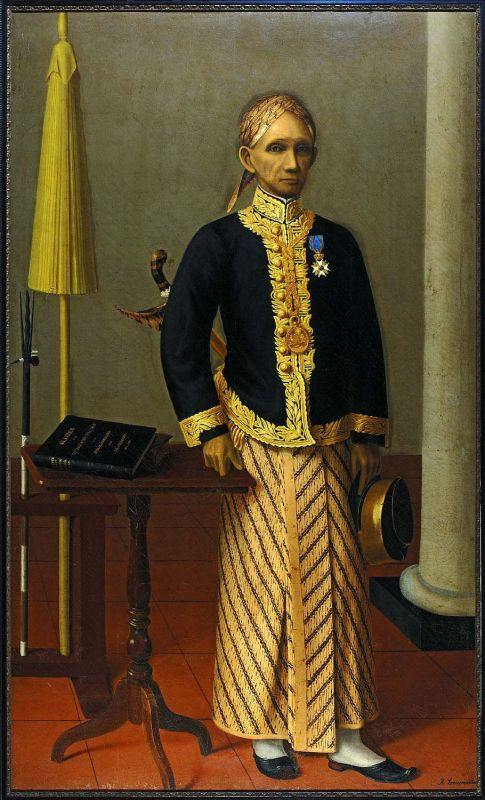
Raden Aria Koesoemadininggrat, regent de Galuh (1879)

Jusqu'en 1915, le kabupaten s'appelait Galuh. Dans la tradition, ce nom est celui d'un ancien royaume sundanais aujourd'hui disparu.
Selon l'historien néerlandais W. J. van der Meulen, c'est dans la région de Ciamis que se trouvait Galuh. Le nom de "Galuh" figure toutefois dans différentes prasasti (inscriptions), qui ne comportent pas toujours d'indications de lieu ou de date. Une inscription datée 732, trouvée dans le hameau Canggal à Java central, cite à plusieurs reprises le nom de "Galuh". Une inscription datée de 910 nomme le roi Balitung Rakai Galuh, c'est-à-dire "seigneur de Galuh". Une autre inscription, datée de 943, mentionne entre autres les noms de Mataram et Galuh. La pierre de Calcutta (ainsi nommée parce qu'elle est exposée au musée indien de Calcutta) raconte que les ennermis du roi Airlangga s'enfuirent vers Galuh et qu'ils furent détruits en l'an 1031. Des inscriptions de Java oriental, ainsi que dans le Pararaton (vraisemblablement écrit au XVIe siècle), parlent d'un lieu nommé "Hujung Galuh" et situé sur les rives du fleuve Brantas.
On sait qu'en 1595, Galuh tombe aux mains du prince Senapati de Mataram. Son successeur, le Sultan Agung, renforce cette emprise. Le seigneur de Galuh, l’adipati Panaekan, est élevé à la dignité de Wedana Mataram et un territoire de 960 cacah (foyers). Panaekan ezst tué en 1625 lors d'un conflit avec son beau-frère.
En 1693, la VOC (Compagnie néerlandaise des Indes orientales) nomme bupati de Galuh Sutadinata. En 1706, celui-ci est remplacé par le prince Kusumadinata I (1706-1727) de la maison de Sumedang.
Au milieu du XIXe siècle, à l'époque où les Hollandais mettent en place la politique du Cultuurstelsel, le regent est R. A. A. Koesoemadiningrat. La population est contrainte de cultiver du café et du nilam. Pour soulager le travail de la population Koesoemadiningrat, que ses administrés appellent "Kangjeng Perbu", c'est–à–dire "notre Majesté", fait construire un canal et des barrages pour irriguer les rizières. De 1859 à 1877, il fait construire divers bâtisses. Koesoemadiningrat porte également une grande attention à l'éducation. Son administration prend fin en 1886.
En 1915, Galuh est intégré dans la residentie de Priangan et est rebaptisé "Ciamis".

### Les inscriptions d'Astana Gede

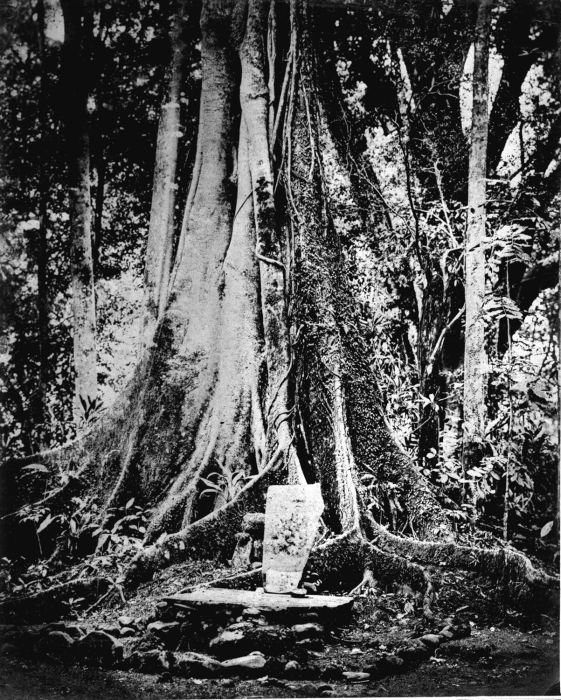
Un autel et ses offrandes à Kawali (1863-1864)

Encore appelées « inscriptions de Kawali », elles sont au nombre de six et se trouvent dans le kabuyutan (sanctuaire dans lequel on conserve les manuscrits anciens et les objets sacrés) du village de Kawali. Elles sont écrites en alphabet et en langue soundanaise. Ces inscriptions ne sont pas datées mais sur la base du nom du souverain qu'on y trouve, on estime qu'elles datent de la 2e moitié du XIVe siècle apr. J.-C.
Celle appelée "Kawali I" est la plus fournie en texte.

## Culture et tourisme

### Le village coutumier de Kampung Kuta
Le hameau de Kampung Kuta fait partie du village de Karangpaninggal, dans le district de Tambaksari. C'est un kampung adat ("village coutumier"). La population y observe encore les coutumes ancestrales. En particulier, les maisons y sont bâties sur pilotis, uniquement avec des matériaux végétaux traditionnels.

### La cérémonie duNyangkude Panjalu
Chaque année à Panjalu, se tient la cérémonie du Nyangku, au cours de laquelle on procède au nettoyage rituel des pusaka ou objets héréditaires de l'ancienne principauté de Panjalu (qu'il ne faut pas confondre avec un autre Panjalu, qui désigne aussi l'ancien royaume de Kediri à Java Est). Selon la tradition, ces objets appartenait à Borosngora, le premier souverain musulman de Panjalu. Ils sont conservés dans un sanctuaire nommé Bumi Alit ("la petite terre"). La cérémonie commence avec le transport des objets du Bumi Alit jusqu'à Nusa Gede ("la grande île"), un îlot situé au milieu du petit lac Situ Lengkong. Sur cette îlot se trouve la tombe de Hariang Kancana, un fils de Borosngora. Puis les objets son transportés sur la grande place de Panjalu, où on procède à leur nettoyage avec une eau provenant de sept sources. La population croit que ces objets ont un pouvoir. Une fois ce rituel terminé, elle se précipite pour s'emparer d'un peu de l'eau qui a servi à nettoyer les objets.